# Biuro RKW MSW
Biuro Radiokontrwywiadu MSW, w skrócie nazywane Biurem RKW, utworzono 1 marca
1965 r. jako Samodzielny Wydział RKW w składzie: Sekcja I – analiza i opracowania
materiałów z nasłuchu radiowego i radiopelengacji; Sekcja II – operacyjno-radionamiarowa; Sekcja III
– techniki operacyjnej; Centralna Stacja N (nasłuchowa). Od powstania do końca lat 60 XX w. Wydział RKW podlegał Departamentowi II Ministerstwo Spraw Wewnętrznych PRL (kontrwywiad) oraz gen. Ryszardowi Matejewskiemu, dyrektorowi generalnemu Ministerstwa Spraw Wewnętrznych PRL ds. SB MSW. W latach 80 XX w. komórka organizacyjna zajmująca się radiokontrwywiadem na rzecz MSW podlegała Służbie Wywiadu i Kontrwywiadu MSW i gen. dyw. Władysławowi Pożodze.
Samodzielny Wydział RKW został przekształcony w Biuro RKW 15 kwietnia 1973 i należał do struktur SB. Do Wydziału należał również Aparat Koordynacji Organów Radiokontrwywiadu krajów Układu Warszawskiego (poza Rumunią), który w lipcu 1974 został przeniesiony do Czechosłowacji. 
Biuro RKW zostało rozbudowane o dwie sekcje i mieściło się w Miedzeszynie. Jednostki terenowe RKW znajdowały się w Gdańsku (stacja N przeniesiona w 1958 z Wrocławia, a w sierpniu 1968 rozbudowana do etatu Wydziału RKW przy KW MO) oraz Szczecinie (stacja P – pelengacyjna). W latach 60 XX w. i 70 XX w. Biuro RKW liczyło poniżej 300 etatów jawnych.
Biuro RKW było odpowiedzialne za namierzanie wrogich sygnałów, w tym należących do Radia Solidarność (od 1982).
Po zmianach politycznych w Polsce w wyniku wyborów czerwcowych 1989 Biuro RKW zostało wcielone w październiku 1989 do Biura A MSW (in. Biuro Szyfrów MSW), stąd jego nazwa miała postać Biuro A i RKW MSW. Od lutego 1990 funkcjonowało pod nazwą Biuro Szyfrów MSW. Ostatecznie przeniesione po rozwiązaniu z dniem 31 lipca 1990 r. SB do Urzędu Ochrony Państwa.
Radiokontrwywiad na rzecz MON i SZ PRL prowadził Wydział V Samodzielnego Oddziału III Wojskowej Służby Wewnętrznej i następcze struktury tej komórki organizacyjnej WSW.

## Historia radiokontrwywiadu MBP/KdsBP/MSW w tzw. Polsce ludowej
Początki działań związanych z rozpoznaniem radiowym wiążą się z utworzonym w 1945 r. w Departamencie II MBP Wydziałem III – radiowym. W 1950 przeszedł do Departamentu Łączności MBP, a w 1955 r., jako Wydział I, do Departamentu IX KdsBP. W MSW od 28 listopada 1956 r. zadania radiokontrwywiadu realizował Wydział I Biura T MSW, który 1 grudnia 1961 r., jako Wydział XII, przeszedł do Departamentu II MSW.

## Struktura Biura RKW MSW w latach 80 XX w.
- WYDZIAŁ I – ewidencja urządzeń nadawczych

Naczelnik: Zdzisław NOWAKOWSKI, ur. 2.01.1931(1.12.1978 - 30.11.1979), w MBP od 27 kwietnia 1949;
- WYDZIAŁ II – nasłuch radiowy placówek dyplomatycznych w Polsce oraz innych komórek wywiadowczych państw obcych (Radiowy Nasłuch Poszukiwawczy – RNP) Naczelnik: Jerzy SITARSKI (1.12.1978 -);

Z-ca Naczelnika: Jan BAKA (1.12.1978 -);
- WYDZIAŁ III – Lokalizacja Urządzeń Radiowych - LUR

Naczelnik: Janusz WOJTCZAK (1.12.1978 -);
- WYDZIAŁ IV

- WYDZIAŁ V

- WYDZIAŁ VI

- WYDZIAŁ VII – administracja i informacja

## Szefowie Radiokontrwywiadu  MSW
- płk Kazimierz Krawczyk – od 1 marca 1965 do 30 listopada 1973
- płk Włodzimierz Zabawski – od 1 grudnia 1973 do 1 października 1989